# Миропільська волость (Суджанський повіт)
Миропільська волость — історична адміністративно-територіальна одиниця Суджанського повіту Курської губернії.

## Історія
Від заснування до 1765 року територія волості входила до складу Сумського козацького полку, до 1796 року входила до складу Харківського намісництва, з 1796 року опинилося у складі Курської губернії. 16 жовтня 1925 року волость було передано складу УРСР та включено до складу Краснопільського району. У складі Курської губернії залишились села Горналь та Гуйва, що нині входять до складу Росії.
Станом на 1886 рік — складалася з 11 поселень, 12 сільських громад. Населення — 12111 осіб (6120 осіб чоловічої статі та 5991 — жіночої), 2289 дворових господарств.
Найбільші поселення волості:
- Миропілля — колишня державна слобода, при річці Псел та річці Удава, за 25 верст від повітового міста; волосне правління; 8857 осіб, 1713 дворів, 5 православних церков, каплиця, богадільня, школа, 3 лавки, 19 постоялих дворів, 26 вітряків, 44 кузні. За 2 версти — цегельний завод. За 8 верст — вапняковий завод. За 15 верст — православна церква, паровий млин, селітовий завод, цегельний завод, вапняковий завод, винокурний завод.
- Велика Рибиця — колишнє державне, власницьке село, при річці Рибиця, 1190 осіб, 275 дворів, православна церква, школа, селітровий завод.
- Горналь — колишнє державне село, при річці Псел, 654 особи, 141 двір.
- Рожественське (Гуйва) — колишнє власницьке село, при річці Псел, 780 осіб, 117 дворів, православна церква.